# Tuheljske Toplice
 Tuheljske Toplice  falu Horvátországban Krapina-Zagorje megyében. Közigazgatásilag Tuheljhez tartozik.

## Fekvése
Zágrábtól 35 km-re északnyugatra, községközpontjától  3 km-re délkeletre a Horvát Zagorje északnyugati részén fekszik. 

## Története
Tuheljske Toplice híres fürdő és üdülőhely, gyógyvize már a római korban is ismert volt. Különleges szagú kénes vize miatt a környező települések népe évszázadokig csak "büdös fürdőnek" nevezte. Itt volt birtokos Josip Brigljević Antun Mihanovićnak, a horvát himnusz költőjének a sógora, emiatt ő maga is gyakran tartózkodott a településen. Bővízű forrásaiból 32,5 fokos víz fakad, így az egész év folyamán alkalmas a fürdőzésre. 
A településnek 1857-ben 131, 1910-ben 202 lakosa volt. Trianonig Varasd vármegye Klanjeci járásához tartozott. A településnek 2001-ben 257 lakosa volt. 

## Nevezetességei
Gyógyfürdője számos külső és belső medencéből áll, az ide látogatók kényelmét három csillagos szálloda is szolgálja. Gyógyvize az érrendszeri, légzőszervi és mozgásszervi megbetegedések kezelésére kiválóan alkalmas. Peloid iszapját ugyancsak nagy hatásfokkal alkalmazzák.
A Mihanović-kastély egy magasabban fekvő helyen, egykor tágas park maradványaival körülvéve, a fürdő közelében található. Az Erdödy család után a Brigljević család birtokolta. Antun Mihanović húga ide ment férjhez így, mivel Antun Mihanović gyakran tartózkodott itt, innen származik a kastély közismert neve. A téglalap alaprajzú épület délkeleti főhomlokzata a park felé néz. A főhomlokzat központjában elhelyezett teraszt négy pillér tartja. Az északnyugati bejárat felőli homlokzat egy kiugró központi erkéllyel rendelkezik, a földszinten boltíves bejárati csarnok található. A kastély a 19. század első félidőben épült az északnyugat-horvátországi kastélyok klasszicista építészetének hagyományos formájában.

## Külső hivatkozások
- Tuhelj község hivatalos oldala
- A település honlapja